# Ernesto Ocaña Odio
Pour les articles homonymes, voir Ocaña et Odio.
Ernesto Ocaña Odio  (1905-2002) est un photographe cubain qui s'est consacré au photojournalisme.

## Biographie
Né à Santiago de Cuba, il commence à travailler dans des ateliers d'imprimerie et en 1929, il devient l'assistant de Moisés Hernández au journal Diario de Cuba, où il développe davantage son travail de photojournaliste jusqu'à ce qu'après la Révolution, il rejoigne le journal Sierra Maestra.
Pendant trente ans, il a été responsable de la photographie au Diario de Cuba, qui était le journal le plus populaire de Santiago. Ainsi, la vie à Cuba vers le milieu du XXe siècle était le thème central de son œuvre, bien qu'il y ait également des images dans d'autres domaines photographiques. Parmi ses reportages les plus connus figurent ceux sur l'assaut de la caserne Moncada, le procès des assaillants, le débarquement du Gramma et la mort de Frank País.
Il a été professeur à l'Escuela de Periodismo de Oriente et a reçu plusieurs prix et reconnaissances, dont l'Orden por la Cultura Nacional (« ordre pour la culture nationale ») accordé par le gouvernement cubain en 1982.